# Draba sierrae
Draba sierrae är en korsblommig växtart som beskrevs av Sharsm. Draba sierrae ingår i släktet drabor, och familjen korsblommiga växter. Inga underarter finns listade i Catalogue of Life.